# Attila Sekerlioglu
Attila Sekerlioglu (* 27. Jänner 1965 in Wien) ist ein ehemaliger österreichischer Fußballspieler und aktueller Fußballtrainer. Als Sohn eines Türken und einer Österreicherin war er einer der ersten türkisch-österreichischen Profifußballspieler.
Als Spieler von Austria Wien gewann er je dreimal den Österreichischen Meistertitel und ÖFB-Cup und wurde viermal Supercupsieger.

## Spielerkarriere
Sekerlioglu begann seine Karriere in der Jugend von FS Elektra Wien, ehe er 1985 vom damaligen amtierenden österreichischen Meister Austria Wien entdeckt wurde. Von 1985 bis 1987 kam er lediglich in Testspielen für die Profimannschaft zum Einsatz, bis er während der Meisterschaft 1987/88 an den damaligen österreichischen Zweitligisten VSE St. Pölten verliehen wurde.
St. Pölten hatte zuvor mit Thomas Parits einen ehemaligen Meistertrainer der Austria verpflichtet, der seinen mit dem argentinischen Altstar Mario Kempes bereits prominent besetzten Kader nun mit mehreren Talenten des FAK komplettierte. Sekerlioglu erwies sich als Stütze in der Innenverteidigung und qualifizierte sich mit dem Verein als Vierter des Grunddurchgangs für das mittlere Play-off, wo man mit Platz drei den Aufstieg in Erstklassigkeit feiern durfte.
Zur Meisterschaft 1988/89 wurde er daraufhin von Trainer August Starek nach Favoriten zurückgeholt, wo er auf Anhieb zum Stammspieler avancierte. Nach der Entlassung von Starek im November 1988, verlor er diesen unter Trainer Erich Hof, aufgrund einer offensiveren Grundaufstellung wieder, hatte sich aber bereits im Profikader etabliert und kam bis zum Saisonende regelmäßig als Wechselspieler zu Einsatzzeiten. Nach dem Karriereende von Vereinsidol Erich Obermayer zur Folgesaison bildete er gemeinsam mit Josef Degeorgi, Anton Pfeffer und Ernst Aigner, vor Tormann Franz Wohlfahrt die Abwehrreihe der Austria, die über den Saisonverlauf hinter Meister FC Swarovski Tirol die zweitwenigsten Gegentore zuließ.
Unter Trainer Herbert Prohaska, der im März 1990 die Austria übernahm, begann seine erfolgreichste Phase im Verein. Durch einen 3:1-Sieg in der Verlängerung im Finale des ÖFB-Cup 1990 gegen den SK Rapid Wien nach einem 1:1-Unentschieden in der regulären Spielzeit konnte er seinen ersten Titel als Profifußballer feiern. Serkerlioglu spielte im Finale auf der ungewohnten Position im defensiven Mittelfeld durch.
In der Saison 1990/91 folgte der erstmalige Gewinn des ÖFB-Supercup und sein erster österreichische Meistertitel. Abwehr-Routinier Degeorgi war zuvor zum FC Admira Wacker gewechselt und Prohaska versuchte sich mit verschiedenen Abwehrformationen. Einzig Toni Pfeffer war dabei seine durchgehende Konstante, die er mit Aigner, Sekerlioglu, Robert Frind und Harald Schneider ergänzte. Sekerlioglu war nicht unumstritten, lief aber auch dank seiner universellen Einsetzbarkeit in der Defensive in 19 von 36 möglichen Spielen in die Anfangsformation auf. Ein durch die Verpflichtung von Manfred Kern bedingter weiterer Systemwechsel zur Spielzeit 1991/92 bedeutete für Sekerlioglu den endgültigen Durchbruch unter Prohaska. Gemeinsam mit Pfeffer bildete er über die gesamte Saison das Manndeckerduo der Austria und war ein wichtiger Bestandteil der starken Defensive der Austria, die mit 36 Treffern die beste Abwehr der Liga stellte. Die Mannschaft konnte zudem ihre Erfolgsserie prolongieren und gewann abermals den Supercup und das österreichische Double.
Meistertrainer Prohaska übernahm daraufhin die Österreichische Fußballnationalmannschaft, als Nachfolger wurde Hermann Stessl verpflichtet. Unter Stessl verlor Sekerlioglu seinen Stammplatz an den neuverpflichteten Walter Kogler, den er erst nach einer Verletzung von Pfeffer in der Rückrunde wiedererlangen konnte. Die Austria hatte ohne Sekerlioglu einen veritablen Fehlstart in die Saison hingelegt, feierte jedoch in der Rückrunde eine der berühmtesten Aufholjagden der Vereinshistorie. Mit der Ausgangslage alle sechs letzten Saisonspiele gewinnen zu müssen, um Meister zu werden, gelang dies der Austria, wodurch man die dritte Meisterschaft in Folge feiern durfte. Sekerlioglu kam in elf von dreizehn Rückrundenspielen von Beginn an zum Einsatz.
Zur Spielzeit 1993/94 übernahm Josef Hickersberger als Trainer die Austria, der bis auf den Abgang von Stürmer Valdas Ivanauskas eine unveränderte Mannschaft übernehmen konnte. Serkerlioglu verlor nach einer Verletzung und schlechteren Leistungen wieder seinen Stammplatz, den er sich nicht wieder zurückerkämpfen konnte. Über die Saison kam er in lediglich sieben Ligaspielen über die volle Spielzeit zum Einsatz. Die Austria spielte zudem ihre letzte erfolgreiche Saison in den 90er Jahren, wurde hinter Casino Salzburg Vizemeister, Supercup- und Cupsieger. Trotzdem entließ der Verein Hickersberger daraufhin und installierte den deutschen Egon Coordes als neuen Cheftrainer.
In der Sommerpause versuchte der damals von Christoph Daum trainierte türkische Traditionsverein Beşiktaş Istanbul Sekerlioglu zu verpflichten und bot dafür 2,1 Millionen Schilling. Die Summe war der Austria jedoch zu wenig, woraufhin der Transfer nach mehrfachen Verhandlungen schlussendlich scheiterte. Unter Coordes war Sekerlioglu fortan wieder Stammspieler und sorgte mit drei gelb/roten Karten in drei aufeinanderfolgenden Pflichtspielen im Herbst 1994 für zweifelhaftes Aufsehen. Einen Großteil der Rückrunde verpasste er verletzungsbedingt und wurde durch die kroatische Neuverpflichtung Stojan Belajić ersetzt, der jedoch in seinen Leistungen großteils enttäuschte. Die Spielzeit gilt allgemein als der Anfang des sportlichen Niedergangs des Vereins. Über die Saison kam es zu diversen Quärelen zwischen den Spielern und Trainer Coordes, die ihren Höhepunkt in der Absetzung des langjährigen Leistungsträgers Franz Wohlfahrt als Stammtorwart fanden. Die Mannschaft blieb Titellos und belegte lediglich den enttäuschenden vierten Tabellenendrang. Coordes wurde daraufhin entlassen und durch dessen Landsmann Horst Hrubesch ersetzt.
Zum Trainingsbeginn der neuen Spielzeit wurde Sekerlioglu daraufhin überraschend mitgeteilt, dass der neue Trainer nicht mehr mit ihm planen würde. In Folge scheiterte ein Wechsel nach Belgien zum ehemaligen Europacup-Finalisten Royal Antwerpen. Um einem Dasein als Tribünengast zu entgehen, folgten Verhandlungen um eine weitere Leihe zum damaligen Zweitdivisionär VSE St. Pölten, ehe er ligaintern zum FC Tirol Innsbruck wechselte.
Die von Trainer Dietmar Constantini trainierten finanziell angeschlagenen Innsbrucker, standen nach überraschenden Siegen gegen den 1. FC Köln und Bayer 04 Leverkusen im Finale des UEFA Intertoto Cup 1995 und hatten aufgrund der Ausfälle der beiden etatmäßigen Innenverteidiger Michael Streiter und Robert Wazinger dringenden Handlungsbedarf in der Defensive. Aufgrund der durch den UI-Cup überraschenden Einnahmen in Höhe von ca. fünf Millionen Schilling hatte man wieder finanziellen Spielraum gewonnen, wodurch man Sekerlioglu für ca. 800.000 Schilling verpflichten konnte. Man verlor zwar die Finalspiele im UI-Cup nach einem 1:1 im Heimspiel mit 6:1 auswärts gegen Racing Straßburg, Sekerlioglu etablierte sich aber als souveräner Ersatz für den langzeitverletzten Michael Streiter. Nach einem enttäuschenden siebenten Zwischenrang zur Winterpause, gab der Verein einen Großteil seiner Spieler die Erlaubnis für Transferverhandlungen, um dringend benötigtes Geld zu lukrieren. Neben Harald Cerny, der nach Deutschland zum TSV 1860 München wechselte, nutzte auch Sekerlioglu diesen Umstand und wechselte für ca. 850.000 Schilling überraschend nach Schottland zum damaligen Zweitligisten FC St. Johnstone.
In Österreich eher als Mann fürs Grobe eingesetzt, bekam er in Schottland eine weitaus offensivere Rolle im defensiven Mittelfeld mit Spielmacheraufgaben zugedacht. Sekerlioglu avancierte auf Anhieb zu einer fixen Mannschaftsstütze und hatte einen großen Anteil am mit 20 Punkten Vorsprung überlegenen Titelgewinn und den damit verbundenen Aufstieg in die Erstklassigkeit des Vereins. Als einziger Wermutstropfen der Saison galt das verlorene Finale im Scottish League Challenge Cup 1996/97, wo man gegen den krassen Außenseiter FC Stranraer unterlag. In der Folgespielzeit konnte sich der Verein in der Scottish Premier Division etablieren und belegte den guten fünften Tabellenendrang. Sekerlioglu, im Vorjahr noch Schlüsselspieler, hatte im Verlauf der Saison aufgrund einer hartnäckigen Rückenverletzung eine längere Ausfallzeit und konnte sich am Ende mit dem Verein nicht über einen neuen Vertrag einigen. Trotz anderer schottischer Interessenten wie den FC Aberdeen, entschied sich Sekerlioglu abermals für einen überraschenden Schritt und wechselte zurück in die Heimat zum damaligen Drittligisten SC Untersiebenbrunn.
Bei den Marchfeldern hatte er als Routinier unter Trainer Norbert Barisits die Rolle des Abwehrchefs inne, die er mit starken Leistungen untermauerte. Bereits in seiner Debütsaison konnte er mit der Mannschaft den Meistertitel in der Regionalliga-Ost feiern. Dabei hatte er, trotz einer wieder defensiveren Rolle, seine aus der Schottland-Zeit neuentdeckte Torgefährlichkeit konserviert und steuerte sieben Treffer zum Titel bei. In den folgenden Aufstiegsrelegationsspielen gegen den SV Spittal, welche der Verein knapp mit 1:1 und 0:0 für sich entscheiden konnte, war er 180 Minuten im Einsatz und feierte schließlich den Aufstieg. In der Spielzeit 1999/00 spielte er erstmals mit seinem jüngeren Bruder, Cem Sekerlioglu, den der Verein gemeinsam mit Manfred Rosenegger von Austria Wien verpflichtet hatte in einer Mannschaft. Der Verein etablierte sich auf Anhieb im oberen Drittel der Liga, die von Sekerlioglu organisierte Abwehr war mit 32 Gegentoren die zweitstärkste nach der von Meister VfB Admira Wacker Mödling. Mit der Spielzeit 2000/01 absolvierte er seine letzte Profisaison, in der er noch 25 Ligaspiele absolvierte und mit Tabellenendrang drei die beste Platzierung in der Geschichte des Vereins erreichen konnte.
Nach seiner Profikarriere war er abseits seiner Trainertätigkeit in unregelmäßigen Abständen noch im Amateurbereich aktiv. Hier spielte er für den FC Oslip, Polizei/Feuerwehr, RB Sievering, den SC Perchtoldsdorf und dem SC Maccabi Wien. Seit 2017 läuft er auch unregelmäßig als Spielertrainer für den UFK Schwemm-De La Salle auf.

## Erfolge als Spieler
- 3 × Österreichischer Meister: 1991, 1992, 1993
- 2 × Österreichischer Vizemeister: 1988, 1990
- 3 × Österreichischer Cupsieger: 1990, 1992, 1994
- 4 × Österreichischer Supercupsieger: 1990, 1991, 1992, 1993
- 1 × Intertoto-Cup-Sieger: 1994
- 1 × Meister Scottish First Division: 1997
- 2 × Meister Regionalliga-Ost: 1998, 1999
- 1 × Meister der Unterliga B: 1985

## Trainerkarriere
Seine Trainerkarriere startete er als Assistent von Norbert Barisits beim damaligen SC Interwetten. Nach dessen Entlassung übernahm er im Jänner 2002 interimistisch die Cheftrainerposition für den bereits neuverpflichteten Helmut Kraft, der vom SV Wörgl keine vorzeitige Freigabe erhielt. Unter seiner Führung schaffte es der Verein daraufhin bis ins Achtelfinale des ÖFB-Cup, wo man unglücklich mit 1:2 nach Verlängerung gegen die SV Ried ausschied. Nach der Übernahme durch Kraft verließ er den Verein und wechselte in die Jugendakademie von Austria Wien, wo er eine der beiden U-17-Mannschaften betreute. Im Jänner 2003 wurde er, nachdem er zuvor mit seiner Mannschaft auf einem Weihnachtsmarkt Punsch konsumiert hatte, von der Akademie freigestellt. Der Verein begründete die Entscheidung damit, dass Alkohol, vor allem im Nachwuchsbereich, nicht zu tolerieren wäre.
Im Oktober 2004 übernahm er den damaligen niederösterreichischen Landesligisten SC Himberg, wechselte aber bereits im Dezember desselben Jahres ligaintern zum SV Horn. Nach Tabellenplatz sechs im Endklassement verpflichtete ihn zur Spielzeit 2005/06 der SK Schwadorf, der als Vizemeister hinter dem SC Zwettl den klar angepeilten Aufstieg in die Regionalliga-Ost verpasst hatte.
In Schwadorf bekam er dank des Sponsoring von Richard Trenkwalder einen mit Ex-Bundesligaprofis, wie Patrick Wunderbaldinger, Oliver Lederer, Christian Schandl oder Thomas Zingler bestückten Kader zur Verfügung gestellt, mit dem er mit 17 Punkten Vorsprung überlegen den Meistertitel und Aufstieg in die Drittklassigkeit feiern durfte. Mit dem Ziel des sofortigen Durchmarsch in den Profifußball wurde zur Spielzeit 2006/07 der Etat nochmals signifikant erhöht und der Kader mit weiteren Hochkarätern, wie unter anderem den österreichischen Ex-Nationalspielern Roman Mählich, Thomas Mandl, Volkan Kahraman und Michael Wagner oder aber auch die slowakischen und jugoslawischen Ex-Internationalen Martin Fabuš und Nenad Grozdić verstärkt. Die rege Transfertätigkeit bedeutete einen Totalumbruch der Mannschaft, die in Folge nur schleppend in die Saison startete und lediglich auf dem 4. Tabellenplatz überwinterte. Serkerlioglu stand zu diesem Zeitpunkt bereits heftig unter interner Kritik und galt als fixer Entlassungskandidat, bekam jedoch noch eine Bewährungschance zur Rückrunde. In diese startete der Verein mit vier überlegenen Siegen, ehe Sekerlioglu durch 1:0-Sieg gegen den als stärksten Konkurrenten eingestuften PSV Team für Wien seinen Status endgültig wieder festigen konnte. Mit keiner Niederlage und lediglich zwei Unentschieden in der Rückrunde feierte man den letztendlich deutlichen Meistertitel in der Regionalliga Ost. Zur Folgespielzeit gab der Verein wieder das ambitionierte Ziel sofortiger Aufstieg und Titelgewinn in der zweitklassigen Ersten Liga aus und verstärkte die Mannschaft abermals mit arrivierten Spielern, wie etwa Bojan Filipović, Marek Kincl, Jozef Valachovič, Anton Ehmann und Marcus Pürk oder dem damaligen Talent Martin Pusic. Nach bereits zwei sieglosen Spielen zum Start der Spielzeit wurde Sekerlioglu als Trainer freigestellt und durch den ehemaligen österreichischen WM-Teilnehmer Bernd Krauss ersetzt.
Bis zur Winterpause arbeitete er daraufhin als Chefscout für den Verein, ehe er den erstmals in die Drittklassigkeit abgestiegenen Traditionsverein FC Admira Wacker Mödling als Trainer übernahm. Schwadorf-Präsident Trenkwalder hatte zuvor sein Engagement beim stark verschuldeten Verein begonnen und neben Sekerlioglu als Trainer gleich acht weitere Schwadorf-Spieler in die Südstadt transferiert. Als die mit Markus Scharrer, Alexander Jank oder Rolf Martin Landerl prominent besetzte Mannschaft nach nur einem Sieg und vier Rückrundenniederlagen Gefahr lief, in den Abstiegskampf abzudriften, wurde Sekerlioglu fristlos entlassen.
Im Februar 2009 wechselte er daraufhin in die Ghana Premier League zum FC Tema Youth, die er bereits im Juli desselben Jahres, nachdem man sich nicht über einen neuen Vertrag einigen konnte, wieder verließ. 2010 folgte ein weiteres Ghana-Intermezzo, als er mit Berekum Chelsea einen weiteren Erstligisten übernahm. Nach einer internen Spielerrevolte aufgrund seiner harten Trainingsmethoden, trat er bereits nach zwei Ligaspielen wieder als Trainer der Mannschaft zurück.
Zur Spielzeit 2010/11 wechselte er zurück in die niederösterreichische Landesliga zum SV Stockerau, mit dem er als Tabellenvorletzter zum Saisonende nur knapp dem Abstieg entging.
Daraufhin war er im Wiener Unterhaus bei SC Maccabi Wien (als Spielertrainer) und L.A. Riverside tätig, ehe er im Sommer 2014 den ASK Kaletenleutgeben übernahm. Er führte den Verein auf Anhieb zum Meistertitel in der niederösterreichischen 1. Klasse Ost und schaffte in der Folgespielzeit den Klassenerhalt in der Gebietsliga Süd/Südost. Im Juli 2016 übernahm er mit dem USC Landhaus Wien erstmals eine Frauen-Bundesligamannschaft, die er aber bereits im Oktober wieder verließ. Im Anschluss wechselte er wieder ins Wiener Unterhaus, wo er bis Juni 2018 den UFK Schwemm De La Salle trainierte. Kurzzeitig war Sekerlioglu im Jahr 2017 zusätzlich als Trainer der Frauen-Mannschaft des ASK Eggendorf in der 2. Frauen-Bundesliga Ost tätig. Im Jahr 2019 trainierte er den burgenländischen Verein ASV Neufeld.

## Erfolge als Trainer
- 1 × Meister Regionalliga-Ost: 2007
- 1 × Meister Landesliga Niederösterreich: 2006
- 1 × Viertelfinale ÖFB-Cup: 2002 (als Co-Trainer)
- 1 × Meister NÖ-1. Klasse Ost: 2015

## Nationalmannschaft
Attila Sekerlioglu war im Verlauf seiner Karriere drei Mal auf Abruf für das österreichische Nationalteam nominiert, kam aber nie zu einem Länderspieleinsatz. Nach seiner aktiven Karriere lief er für Österreich als Beachsoccer-spieler beim Euro-Beachsoccer-Cup auf.

## Scouting
Zwischen 2005 und 2007 sowie zwischen 2009 und 2010 war er für den FC Bayern München als Spielerscout aktiv. Zudem war er nach seiner Entlassung als Trainer beim FC Admira Wacker Mödling als Chefscout weiterhin für den Verein tätig.

## Sonstiges
Durch seinen Wechsel zu St. Johnstone avancierte er zum ersten österreichischen Legionär in Schottland seit dem Engagement von Karl Pekarna bei den Glasgow Rangers im Jahre 1905. Sein Transfer stellte auch gleichzeitig die Initialzündung für die von der österreichischen Presse als Highlander-Boom bezeichnete Phase dar, in deren Verlauf von Jänner 1997 bis Dezember 1998 insgesamt elf Spieler, überwiegend durch den umstrittenen Berater Edi Brunner vermittelt, von Österreich nach Schottland wechselten. Bis auf Sekerlioglu und Thomas Flögel blieb jedoch keiner länger als ein halbes Jahr bei einem schottischen Verein unter Vertrag.
Sekerlioglu, der während seiner Zeit in Schottland vom österreichischen Sportartikelhersteller Basry Sports ausgestattet wurde, verursachte im November 1996 eine öffentliche Diskussion, als er im Finale des Scottish League Challenge Cup gegen den FC Stranraer mit gelben Fußballschuhen auflief. Zwar spielte zu dieser Zeit bereits der Italiener Paolo Di Canio für Celtic Glasgow in weißen Schuhen, der Rest der Liga lief jedoch noch traditionell in schwarzen Schuhen auf. Gelbe Schuhe wurden als Tabubruch angesehen, der zu dieser Zeit von den schottischen Medien aufgegriffen wurde.
Er ist offizielles Mitglied des 2012 ins Leben gerufenen Legendenklubs des FK Austria Wien. Mitglied wird jeder (nicht mehr aktive) Austria-Wien-Spieler, der mit der Austria zumindest drei Titel (Meisterschaft oder Cup) errungen hat, in einer Titelsaison auch tatsächlich zum Einsatz gekommen ist und zumindest 100 Pflichtspiele für die Austria absolviert hat.
Sein jüngerer Bruder Cem war ebenfalls Fußballprofi und unter anderem ebenfalls für den SC Untersiebenbrunn aktiv. Seit 2005 ist er als Jugendtrainer für Austria Wien tätig. Sein Sohn Attila Fürst ist Amateurspieler und spielte unter anderem für FAC Team für Wien, den FavAC und ASK Eggendorf. Beim SK Schwadorf, SV Stockerau und ASK Kaltenleutgeben wurde er von seinem Vater trainiert.